# Wendenhorn
Das Wendenhorn ist ein 3023 m ü. M. hoher Berg in den Urner Alpen. Es liegt südlich des Titlis und nördlich von der Sustenpassstrasse zwischen den Fünffingerstöcken (südwestlich) und dem Grassen (nordöstlich). Über den Gipfel verläuft die Kantonsgrenze der Schweizer Kantone Uri und Bern.
Der Gipfel besteht komplett aus Fels, der von einem kleinen Gletscher, dem Chli Sustlifirn, umrahmt wird. Der Chli Sustlifirn darf trotz seiner geringen Grösse nicht unterschätzt werden und ist relativ spaltig.
Ausgangspunkt für eine Besteigung ist das Sustenbrüggli (1907 m) an der Sustenpassstrasse.
Der leichteste Anstieg führt entweder direkt vom Sustenbrüggli oder über die Sustlihütte auf die Stöss und von da auf den Chli Sustlifirn. Über diesen Gletscher erreicht man das Joch zwischen den Fünffingerstöcken (2994 m) und dem Wendenhorn und von dort über den Westgrat (II-III) den Gipfel.
Lohnend ist auch der Südostgrat (die ersten vier Seillängen V, kann umgangen werden, dann noch III). Als Abstieg macht man entweder die Überschreitung über den Westgrat oder man seilt über die Nordostwand ab.
Die Routen sind nur vereinzelt mit Bohrhaken ausgerüstet.

## Bilder

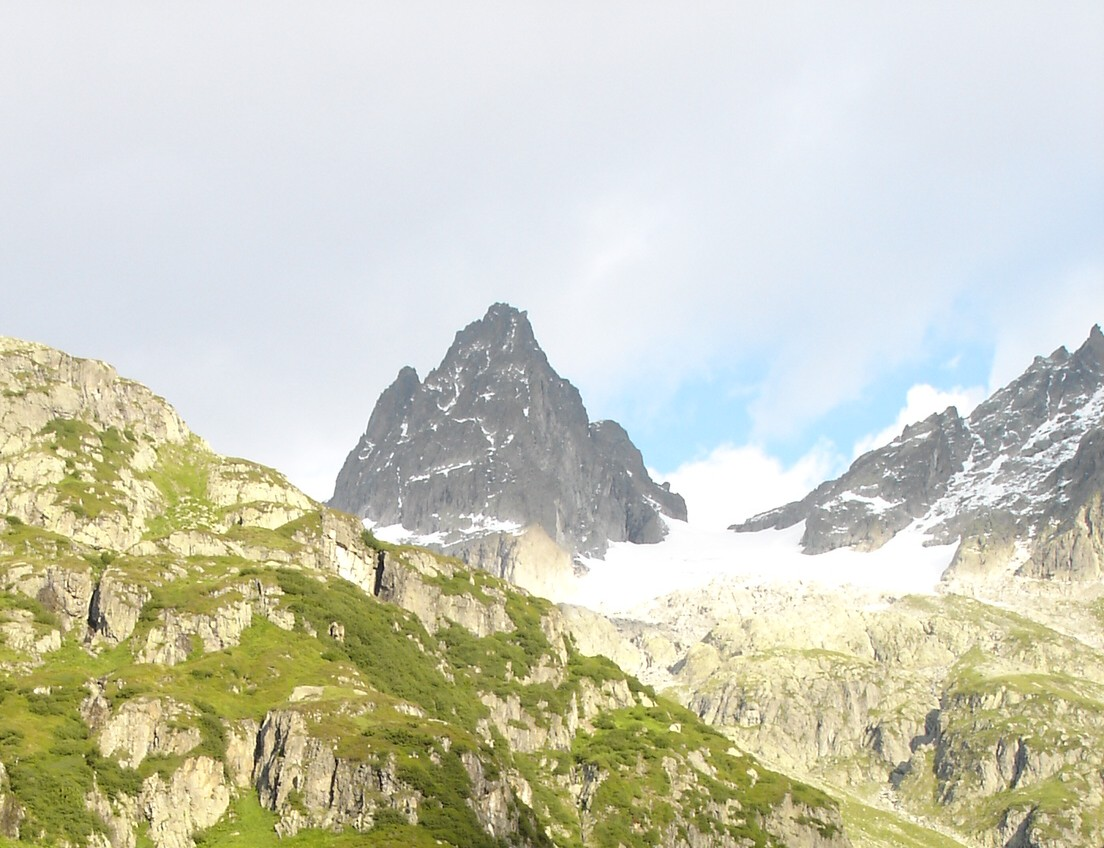
Das Wendenhorn vom Sustenbrüggli aufgenommen
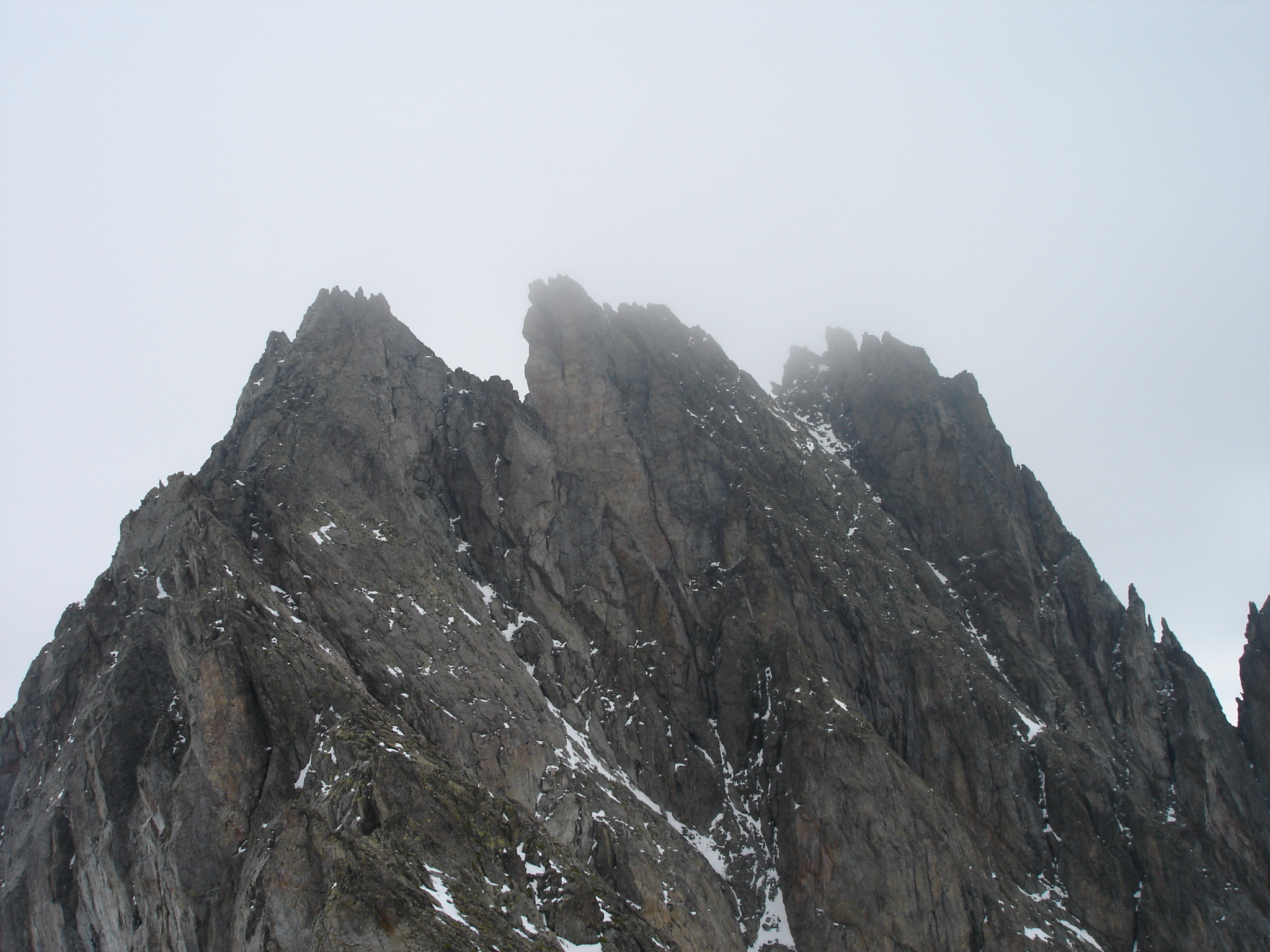
Wendenhorn von Westen, aufgenommen vom Joch zwischen den Fünffingerstöcken und dem Wendenhorn
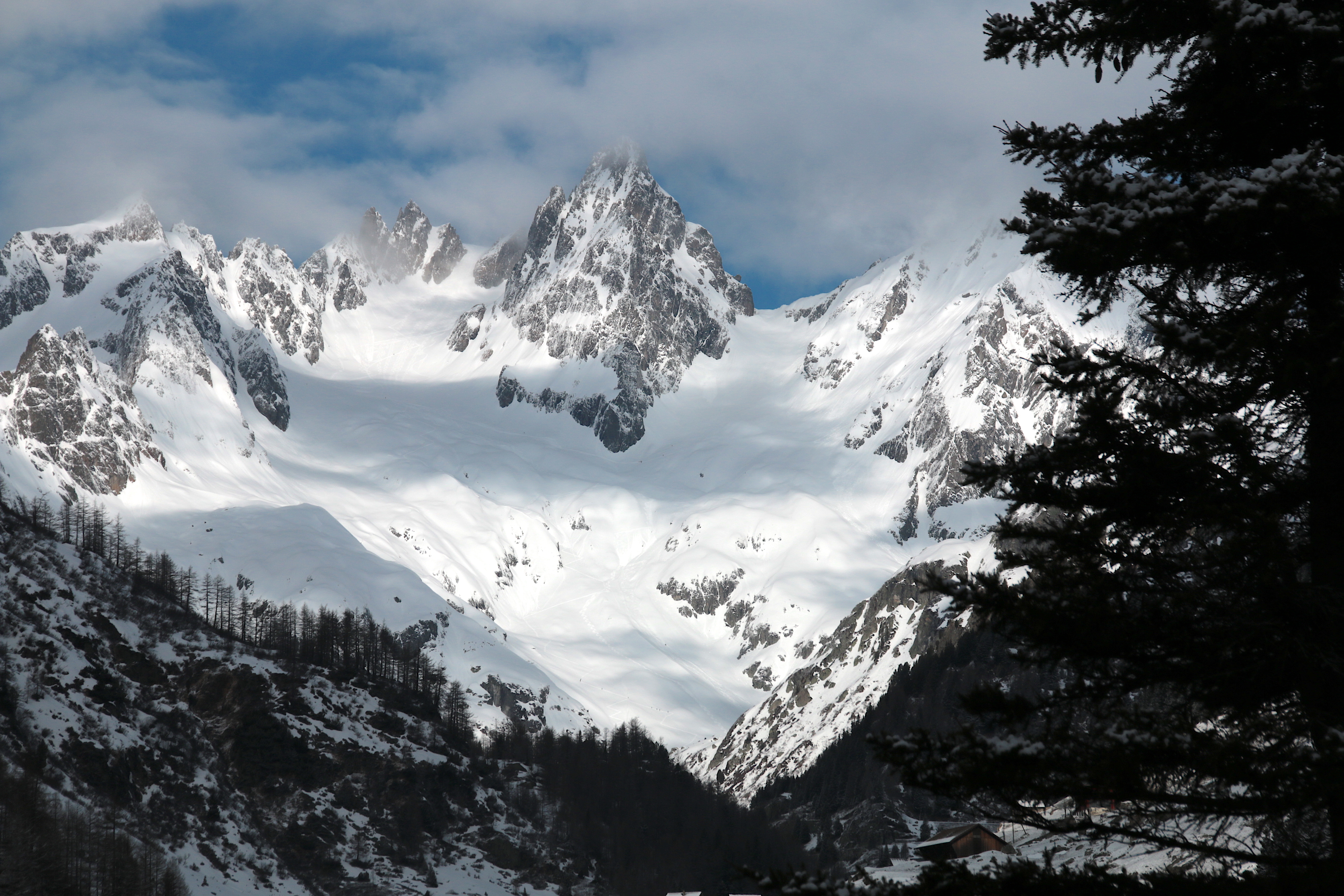
Wendenhorn von Fürlauwi aus gesehen